# Leila Ben Youssef
Pour les articles homonymes, voir Youssef.
Leila Ben Youssef, de son nom complet Leila Maryam Ben Youssef, née le 13 novembre 1981 à Sidney, est une athlète tunisienne pratiquant le saut à la perche.

## Biographie
Elle représente la Tunisie dans plusieurs manifestations sportives internationales dont les championnats d'Afrique d'athlétisme et les Jeux olympiques d'été de 2008.
Elle est diplômée de l'université Stanford en anthropologie médicale, elle est la petite-fille de l'homme politique tunisien Salah Ben Youssef.

## Palmarès
| Date | Compétition            | Lieu        | Résultat | Marque |
| ---- | ---------------------- | ----------- | -------- | ------ |
| 2008 | Championnats d'Afrique | Addis-Abeba | 1er      | 4,00 m |
| 2008 | Jeux olympiques        | Pékin       | 17e      | 4.00 m |
| 2007 | Jeux panarabes         | Le Caire    | 1er      | 3,80 m |

## Records
| Hauteur | Date         | Lieu      |
| ------- | ------------ | --------- |
| 4,30 m  | 19 juin 2008 | Los Gatos |

| Hauteur | Date            | Lieu    |
| ------- | --------------- | ------- |
| 4,11 m  | 16 février 2008 | Seattle |